# CargoLogicAir
CargoLogicAir, Ltd. (CLA) è stata una compagnia aerea britannica con quartier generale vicino all'aeroporto di Londra-Heathrow e base operativa presso l'aeroporto di Londra Stansted.
La flotta di Boeing 747F operava servizi di trasporto merci di linea e charter su rotte tra Regno Unito, Asia, Africa e Americhe. Dopo aver sospeso le operazioni dal febbraio 2020 CargoLogicAir le ha cessae nel novembre 2022 ed è entrata in amministrazione controllata.

## Storia

### Fondazione ed inizi
Nel gennaio 2014, scaduto il contratto con British Airways World Cargo relativo alla Global Supply System, CargoLogicAir divenne, di fatto, l'unica compagnia aerea completamente merci del Regno Unito ed assorbì parte del personale della Global Supply System. CLA fu ufficialmente fondata nel 2015 come sussidiaria della russa Volga-Dnepr Airlines/Air Bridge Cargo e ottenne l'AOC dall'Autorità Britannica per l'Aviazione Civile nel mese di dicembre e iniziò le operazioni di volo poco dopo.
CLA ha iniziato i primi servizi assieme ad AirBridgeCargo Airlines (ABC) utilizzando velivolo, equipaggio, manutenzione e assicurazione in wet lease (ACMI). Il volo, bisettimanale, è stato effettuato tra Regno Unito e Africa dal 14 febbraio al 30 novembre 2016.
In occasione del Farnborough Airshow del 2016, CLA prese in consegna il secondo aeromobile, nonché il primo Boeing 747-8F. Grazie all'avanzato sistema di controllo della temperatura, questo aereo è stato impiegato per il trasporto di oltre 100 tonnellate di fiori freschi da Bogotà, Colombia, a Londra, in occasione della festa della mamma del 2017. Nell'aprile 2017, l'azienda ha ricevuto il secondo Boeing 747-400F da AerCap. Con un terzo aereo disponibile, è stato possibile soddisfare la crescente domanda di servizi charter relativa al contratto di leasing (ACMI) con AirBridgeCargo. I veri e propri voli regolari di linea iniziavano il 19 agosto 2017.
Nel 2019, CLA pianificava di ridurre le operazioni e ristrutturarsi in risposta all'indebolimento delle condizioni di mercato.

### Crisi e cessazione
Le attività furono sospese il 9 febbraio 2020, citando una flessione della domanda. I Boeing 747-8 e un Boeing 747-400 erano stati restituiti ai proprietari nel gennaio 2020. Furono licenziati anche parte dei dipendenti provocando aspre reazioni sindacali. Il 24 febbraio 2020 fu annunciata la cessazione di tutte le operazioni fino a nuovo avviso.
Tuttavia, i servizi furono ripristinati il 23 aprile, a seguito dell'elevata richiesta di capacità di trasporto aereo di merci e del calo dei prezzi del petrolio dovuto alla pandemia di COVID-19. I voli erano infatti la consegna di DPI dalla Cina al Regno Unito per l'NHS (servizio sanitario nazionale), effettuati con due Boeing 747-400. Nel mese di luglio Nadeem Sultan fu nominato nuovo CEO. Sotto la nuova guida e dopo la ristrutturazione, la società svelava un profitto di 42 milioni di dollari per il 2020, il primo nella storia.
Nel novembre 2022, CargoLogicAir è stata posta in amministrazione controllata e ha cessato definitivamente le operazioni a causa delle prospettive commerciali negative a corollario delle sanzioni contro le imprese di proprietà russa.

## Flotta
CargoLogicAir ha operato con:
- 3 Boeing 747-400F
- 1 Boeing 747-8F